# Друга страна медаље
Друга страна медаље је југословенски филм из 1965. године. Режирао га је Фадил Хаџић, који је написао и сценарио.

## Радња
Ева Ружић је књиговођа у великом предузећу, осуђена је на 7 година затвора због проневере друштвене имовине, тј. присвајања 5 милиона динара. С обзиром на то да је Ева бивша партизанка и узорна чланица партије, истражитељ Хрибар одлучио је да Евин случај истражи још једном и потражи праве мотиве пљачке. Током истраге Хрибар открива околности у којима живи скромна и повучена Ева, муж јој је коцкар и има љубавницу те није нека подршка Еви, штавише радо би се развео у таквим околностима. Али такође открива да су Еву уцењивали.

## Улоге
| Глумац                 | Улога                       |
| ---------------------- | --------------------------- |
| Тома Јовановић         | полицијски инспектор Хрибар |
| Фрањо Кумер            | Лудвиг Фаркаш               |
| Раде Марковић          | Огњен Ружић                 |
| Јудита Хан             | Ева Ружић                   |
| Воја Мирић             | заводник                    |
| Фабијан Шоваговић      | усташа Беба                 |
| Семка Соколовић-Берток | проститутка Анђа            |
| Хермина Пипинић        | заводникова љубавница       |
| Карло Булић            | Адвокат Бруно               |
| Данило Маричић         | Цариник                     |
| Миодраг Лончар         |                             |
| Зденка Трах            | Фаркашева суседа            |
| Франек Трефалт         | Дежурни полицајац на Сежани |